# Strzałków (województwo mazowieckie)
Strzałków – wieś w Polsce położona w województwie mazowieckim, w powiecie radomskim, w gminie Wolanów. Ma status sołectwa. Znajduje się tutaj siedziba klubu piłkarskiego Jaguar Wolanów.
W skład sołectwa Strzałków wchodzi także kolonia Sabat.
| SIMC    | Nazwa           | Rodzaj                    |
| ------- | --------------- | ------------------------- |
| 0641621 | Babia Góra      | część wsi                 |
| 0641638 | Dębniak-Marysin | część wsi                 |
| 0641644 | Kolonia         | część wsi                 |
| 0641650 | Sabat           | przysiółek (do roku 2024) |

Prywatna wieś szlachecka, położona była w drugiej połowie XVI wieku w powiecie radomskim województwa sandomierskiego. W latach 1975–1998 miejscowość położona była w województwie radomskim. 
Wierni Kościoła rzymskokatolickiego należą do parafii św. Doroty w Wolanowie.